# 怖い曲集 +「学校の怪談 -呪いの言霊-」オリジナルサウンドトラック
『怖い曲集 +「学校の怪談 -呪いの言霊-」オリジナルサウンドトラック』（こわいがっきょく プラス がっこうのかいだん のろいのことだま オリジナルサウンドトラック）は、東京女子流のミニ・アルバム。2014年5月21日にavex traxから発売された。

## 概要
東京女子流のメンバーが各々ソロで歌唱した日本のホラーアニメやホラー映画の主題歌のカヴァーと、映画『学校の怪談 呪いの言霊』のサウンドトラックなど、合計9曲が収録されている。

## 収録曲
1. 言霊 / 東京女子流
2. 十字架 -TATOO MIX- (Instrumental)
3. 4組
4. 迷宮
5. feels like 'HEAVEN' / 庄司芽生（東京女子流）
作詞：TOMO 作曲：TOMO・大坪弘人 編曲：TATOO
  - HIIHによる映画『リング』主題歌のカヴァー
6. ひぐらしのなく頃に / 小西彩乃（東京女子流）
作詞：島みやえい子 作曲：中澤伴行 編曲：TATOO
  - 島みやえい子によるテレビアニメ『ひぐらしのなく頃に』主題歌のカヴァー
7. Raven / 山邊未夢（東京女子流）
作詞・作曲：D・A・I 編曲：TATOO
  - Do As Infinityによる映画『うずまき』主題歌のカヴァー
8. Sexy Sexy, / 新井ひとみ（東京女子流）
作詞：MASASHI・TAMA 作曲：MASASHI 編曲：TATOO
  - CASCADEによるテレビアニメ『学校の怪談』エンディングテーマのカヴァー
9. グロウアップ / 中江友梨（東京女子流）
作詞・作曲：たくや 編曲：TATOO
  - Hysteric Blueによるテレビアニメ『学校の怪談』オープニングテーマのカヴァー

## 特典DVD
- オリジナル特典：「絶対に覗いちゃだめだよ。DVD」

ヴィレッジヴァンガードの一部の店舗と同社のオンラインストア、または東京女子流のイベント会場で本作を購入することで入手することができた。